# Louis Meintjes
Louis Meintjes, né le 21 février 1992 à Pretoria, est un coureur cycliste sud-africain, membre de l'équipe Intermarché-Circus-Wanty. Il a notamment remporté une étape du Tour d'Espagne en 2022.

## Biographie

### Jeunesse et carrière amateur
En 2010, en catégorie junior, Louis Meintjes remporte les deux titres nationaux sur route : la course en ligne et le contre-la-montre.
Passé en catégorie espoirs l'année suivante, il est deuxième du championnat d'Afrique du Sud sur route de cette catégorie. Il court en Belgique à l'UC Seraing Crabbé Performance. Il y est vainqueur d'une étape du Triptyque ardennais. En fin d'année, aux championnats d'Afrique, il obtient deux médailles d'argent, au contre-la-montre et au contre-la-montre par équipes. En 2012, il est engagé par l'équipe Lotto-Belisol U23, réserve de l'équipe professionnelle belge Lotto-Belisol. Il est champion d'Afrique du Sud du contre-la-montre espoirs, sixième du Tour des Pays de Savoie, quinzième du Tour Alsace.

### Carrière professionnelle

#### MTN-Qhubeka
Louis Meintjes rejoint l'équipe MTN-Qhubeka en 2013. En début de saison, il réalise un nouveau doublé aux championnats d'Afrique du Sud en gagnant les titres de la course en ligne et de contre-la-montre espoirs. Il se révèle en devenant vice-champion du monde sur route espoirs en 2013 derrière le slovène Matej Mohorič. En fin d'année, il est élu cycliste africain de l'année.
Il participe à son premier grand tour en 2014 lors du Tour d'Espagne. Son meilleur résultat est une cinquième place obtenue lors de la 14e étape. En décembre 2014, il termine deuxième du prix du cycliste africain de l'année, entre les érythréens Mekseb Debesay et Natnael Berhane.
Il commence sa saison 2015 avec un titre obtenu en solitaire de champion d'Afrique de cyclisme sur route. Il termine également meilleur jeune du Tour d'Oman. En mars 2015, il remporte la Semaine internationale Coppi et Bartali, sa première course par étapes. Il gagne le général grâce à sa victoire en solitaire lors de la dernière étape. Il dispute pour la deuxième année Liège-Bastogne-Liège où il figure dans le groupe qui se joue la victoire à Ans. Il se classe finalement onzième de la course. Au Critérium du Dauphiné, il est troisième d'étape à Saint-Gervais-Mont Blanc derrière Christopher Froome et Tejay van Garderen, et termine troisième du classement de la montagne. En juillet, il dispute son premier Tour de France. Il parvient à prendre la cinquième place au sommet du Plateau de Beille lors de la douzième étape. Avant-dernier de la dix-septième étape, il est atteint d'une déshydratation qui nécessite une hospitalisation. N'ayant pas eu d'accord médical pour sortir le lendemain pour participer à la dix-huitième étape, il est contraint de se retirer de la course. Un mois après cet abandon, il est au départ du Tour d'Espagne, qu'il termine à la dixième place. Au cours de cette course, il s'engage pour deux ans avec l'équipe italienne Lampre-Merida.

#### Lampre-Merida
Sur le Tour de France 2016, Louis Meintjes devient rapidement le leader de la Lampre-Merida, Rui Costa ayant perdu beaucoup de temps en première semaine. D'abord à la bagarre pour le maillot blanc avec Adam Yates, il perd quelques longueurs dans les Pyrénées. À la suite d'étapes maîtrisées dans les Alpes, dont une quatrième place sur l'étape du Mont-Blanc gagnée par Romain Bardet, il rentre dans le top 10, à la huitième place. Au sortir du Tour de France, il se classe 7e de la course en ligne des Jeux olympiques. Il conclut sa saison sur le Tour d'Espagne qu'il termine à la 12ème place du classement général final.
Lors de la saison 2017, il se distingue sur le Tour du Pays basque, 6e du général, le Critérium du Dauphiné, 8e du général et 2e du classement du meilleur jeune remporté par Emanuel Buchmann, puis sur le Tour de France avec une nouvelle 8e place au classement général.

#### Dimension Data
Pour la saison 2018, Louis Meintjes quitte la formation UAE Abu Dhabi et s'engage avec l'équipe Dimension Data, nouveau nom de l'équipe MTN-Qhubeka dont il était membre trois ans auparavant. Il fait du Tour d'Italie son principal objectif. Il connaît un début de saison décevant. Lors du Giro, il est en difficulté dès les premières étapes de montagne et abandonne après la seizième étape, expliquant être malade. Il reprend la compétition sur le Tour d'Autriche, s'y classant 14e. Il termine 9e du Tour de Burgos où son équipe place trois coureurs dans le top 10 avec Igor Antón (4e) et Merhawi Kudus (7e).

#### Intermarché-Wanty Gobert Matériaux
En novembre 2020, il signe un contrat d'un an avec l'équipe Intermarché-Wanty Gobert Matériaux qui intègre l'UCI World Tour. De retour sur le Tour de France après 3 années d'absence, il termine 14ème au classement général final, grâce notamment à sa 9e place lors de 14e étape Carcassonne-Quillan, et à ses bons résultats dans les Pyrénées (14e à Saint-Lary-Soulan et 15e à Luz-Ardiden). Sur le Tour d'Espagne, alors qu'il occupe la 10e place au classement général, une lourde chute lors de la 19e étape le contraint à l'abandon. À la fin de la saison, il prolonge son contrat jusqu'en 2023.
Début 2022, il finit deuxième de la dernière étape du Tour de Sicile, derrière le vainqueur de cette course Damiano Caruso, ce qui lui permet de monter sur le podium final à la troisième place. Fin mai, il est sixième de la Mercan'tour Classic Alpes-Maritimes. Quelques jours plus tard, il renoue avec la victoire lors du Tour des Apennins qu’il remporte en solitaire. En juin, il termine à la sixième place du Critérium du Dauphiné, son meilleur résultat dans une course par étapes sur les cinq dernières années. En juillet, il termine septième du Tour de France et dixième du Tour d'Espagne, où il gagne la 9e étape. Il s'agit de sa première victoire d'étape sur un grand tour.
Son début de saison 2023 est marqué par une deuxième place au classement final du Tour de Sicile, après avoir terminé deuxième de la dernière étape, derrière le vainqueur final de l'épreuve, Alexey Lutsenko. Huitième, fin mai, de la Mercan'tour Classic Alpes-Maritimes, il finit 7e du Critérium du Dauphiné grâce à deux top 10 lors des deux dernières étapes. Sur le Tour de France, alors qu'il occupe la treizième place du classement général, il est impliqué dans une chute massive peu après le départ de la 14e étape Annemasse-Morzine et est contraint de quitter la Grande Boucle. En octobre, l'équipe annonce l'extension du contrat de Meintjes jusqu'en fin d'année 2025.

## Palmarès et classements mondiaux

### Palmarès
- 2009
  - 2e étape du Tour d'Irlande juniors
  - 2e du Tour d'Irlande juniors
- 2010
  -  Champion d'Afrique du Sud sur route juniors
  -  Champion d'Afrique du Sud du contre-la-montre juniors
- 2011
  - 3e étape du Triptyque ardennais
  - 2e du championnat d'Afrique du Sud sur route espoirs
  -  Médaillé d'argent au championnat d'Afrique du contre-la-montre par équipes
  -  Médaillé d'argent au championnat d'Afrique du contre-la-montre
- 2012
  -  Champion d'Afrique du Sud du contre-la-montre espoirs
- 2013
  -  Champion d'Afrique du Sud sur route espoirs
  -  Champion d'Afrique du Sud du contre-la-montre espoirs
  - 5e étape du Tour de Corée (contre-la-montre par équipes)
  - 3e étape du Tour du Rwanda
  - 2e du championnat d'Afrique du Sud sur route
  -  Médaillé d'argent au championnat du monde sur route espoirs
  - 2e du Tour du Rwanda
- 2014
  -  Champion d'Afrique du Sud sur route
  -  Champion d'Afrique du Sud sur route espoirs
  -  Champion d'Afrique du Sud du contre-la-montre espoirs
  - 2e étape du Mzansi Tour
  - 2e du Mzansi Tour
  - 8e du championnat du monde du contre-la-montre espoirs
- 2015
  -  Champion d'Afrique sur route
  - Vainqueur de la Coupe d'Italie espoirs
  - Semaine internationale Coppi et Bartali :
    - Classement général
    - 4e étape

  -  Médaillé d'argent du championnat d'Afrique du contre-la-montre par équipes
  - 3e du championnat d'Afrique du Sud du contre-la-montre
  - 4e du championnat d'Afrique du contre-la-montre
  - 10e du Tour d'Espagne
- 2016
  - 7e de la course en ligne des Jeux olympiques
  - 8e du Tour de France
  - 9e du Critérium du Dauphiné
- 2017
  - 6e du Tour du Pays basque
  - 8e du Critérium du Dauphiné
  - 8e du Tour de France
- 2019
  - 3e du championnat d'Afrique du Sud du contre-la-montre
- 2022
  - Tour des Apennins
  - 9e étape du Tour d'Espagne
  - 3e du Tour de Sicile
  - 6e du Critérium du Dauphiné
  - 7e du Tour de France
  - 10e du Tour d'Espagne
- 2023
  - 2e du Tour de Sicile
  - 7e du Critérium du Dauphiné
- 2024
  - 4e étape du Tour du Pays basque

### Résultats sur les grands tours

#### Tour de France
7 participations
- 2015 : non-partant (18e étape)
- 2016 : 8e
- 2017 : 8e
- 2021 : 14e
- 2022 : 7e
- 2023 : abandon (14e étape)
- 2024 : 20e

#### Tour d'Italie
3 participations
- 2018 : non-partant (17e étape)
- 2020 : 36e
- 2025 : 18e

#### Tour d'Espagne
9 participations
- 2014 : 55e
- 2015 : 10e
- 2016 : 40e
- 2017 : 12e
- 2018 : 58e
- 2019 : 51e
- 2021 : abandon (19e étape)
- 2022 : 10e, vainqueur de la 9e étape
- 2024 : 28e

### Classements mondiaux
| Année                                 | 2011 | 2012 | 2013 | 2014 | 2015 | 2016 | 2017 | 2018 | 2019 | 2020 | 2021 | 2022 | 2023 | 2024 |
| ------------------------------------- | ---- | ---- | ---- | ---- | ---- | ---- | ---- | ---- | ---- | ---- | ---- | ---- | ---- | ---- |
| UCI World Tour                        |      |      |      |      |      | 63e  | 52e  | 241e |      |      |      |      |      |      |
| Classement mondial                    |      |      |      |      |      | 89e  | 77e  | 679e | 733e | 271e | 343e | 53e  | 282e | 385e |
| UCI Europe Tour                       | nc   | 672e | 200e | 289e | 118e | nc   | nc   | 635e |      |      |      |      |      |      |
| UCI Asia Tour                         | nc   | nc   | 111e | 206e | 145e | nc   | nc   | nc   |      |      |      |      |      |      |
| UCI America Tour                      | nc   | nc   | nc   | nc   | nc   | 23e  | nc   | nc   |      |      |      |      |      |      |
| UCI Africa Tour                       | 149e | 60e  | 47e  | 7e   | 16e  | 73e  | nc   | nc   | 39e  | 5e   | 9e   | 2e   | 6e   | 10e  |
|                                       |      |      |      |      |      |      |      |      |      |      |      |      |      |      |
| Légende : nc = non classéSource : UCI |      |      |      |      |      |      |      |      |      |      |      |      |      |      |

## Distinctions
- Cycliste africain de l'année : 2013 et 2017